# 2003年愛知県知事選挙
2003年愛知県知事選挙（2003ねんあいちけんちじせんきょ）は日本の地方自治体である愛知県の執行機関である愛知県知事を選出するために行われた選挙で、2003年（平成15年）2月2日に投票が行われた。

## 概要
現職の知事神田真秋の任期満了に伴う選挙である。
2期目を狙う神田に対し、NGO役員の池住義憲と元県議の井桁亮ら3人が挑む構図となった。

## 候補者
愛知万博と中部国際空港の二大プロジェクト促進を目指す神田は県政与党の自民党、民主党、公明党の支持をまとめ、再選に向けての体制を固めた。
津島市選出の井桁亮県議は愛知万博の開催是非を問う県民投票実施などを公約に無所属で立候補した。
前回の知事選に影山健を擁立し約80万票を獲得した反万博派はNGO「国際民衆保健協議会」日本連絡事務所代表の池住義憲を擁立した。

## 結果
開票結果は下記の通り
※当日有権者数：5,528,569人 最終投票率：38.91%（前回比：{{{前回比}}}pts）
| 候補者名 | 年齢 | 所属党派 | 新旧別 | 得票数      | 得票率 | 推薦・支持                   |
| -------- | ---- | -------- | ------ | ----------- | ------ | ---------------------------- |
| 神田真秋 | 51   | 無所属   | 現     | 1,494,974票 | 70.52% | 自民民主党・公明党・保守新党 |
| 池住義憲 | 58   | 無所属   | 新     | 349,725票   | 16.50% |                              |
| 井桁亮   | 33   | 無所属   | 新     | 238,892票   | 11.27% |                              |
| 吉野康治 | 71   | 無所属   | 新     | 36,410票    | 1.72%  |                              |

非政党推薦候補が相乗り現職を破る展開が横浜市長選などで発生していたが、現職の神田が二大プロジェクトの推進で手堅く支持を集めた結果、無党派を謳った他の候補を圧倒し再選を果たした。